# Víctor Fayad
Víctor Manuel Federico Fayad (General Alvear, 9 de febrero de 1955 - Mendoza, 7 de agosto de 2014) fue un político y abogado argentino, intendente de la Ciudad de Mendoza hasta su fallecimiento. Estaba afiliado a la Unión Cívica Radical y era sobrino del gobernador radical Santiago Llaver.

## Biografía
Fayad, apodado El Viti, se recibió de abogado. Se casó con Marcela Pérez Caroli con quien tuvo a sus hijos Víctor, María Mercedes y María Consuelo.
Su actividad política comenzó en la UCR, gracias al impulso de su propio tío, el exgobernador de Mendoza, Santiago Felipe Llaver.
llegando a ser a los 27 años presidente del Concejo Deliberante de la Capital, intendente de la Ciudad en 1987 y candidato a gobernador en las elecciones de 1991 y de 1995, pero fue derrotado en ambas ocasiones. Desde el Congreso Nacional, fue un importante puntal del entonces presidente Fernando de la Rúa.

Folleto de campaña de las elecciones provinciales de 1991.

Permaneció enfrentado con el gremio de los municipales, quienes afirmaron que intentó "generar terror" luego de que despidiera a 30 empleados, entre representantes sindicales y a familiares de delegados. Las medidas fueron vistas como un "castigo" por el sindicato por el juicios entablados contra la comuna por haberes mal liquidados. Fue calificado como reacio a mostrar los números oficiales, en 2008 fue investigado por "aportes voluntarios" que empleados de la Municipalidad de Mendoza hacían a la UCR y cuyos importes eran depositados en las cuentas bancarias de dos de sus secretarias privadas, Carolina Demaría y Laura Salvo. También se ha denunciado la venta de once terrenos comunales sin explicaciones de cómo se iba a usar ese dinero —unos 30 millones de pesos aproximadamente— Fayad ha teñido su gestión de diversos escándalos, principalmente motivados por su extremo personalismo. En el año 2008, por caso, se acreditaron un promedio de 4 “faltazos” mensuales, llegando a 48 ausencias a lo largo de todo el período. Durante el 2009, la cifra superó los 60 faltazos, incrementándose los viajes a Buenos Aires.

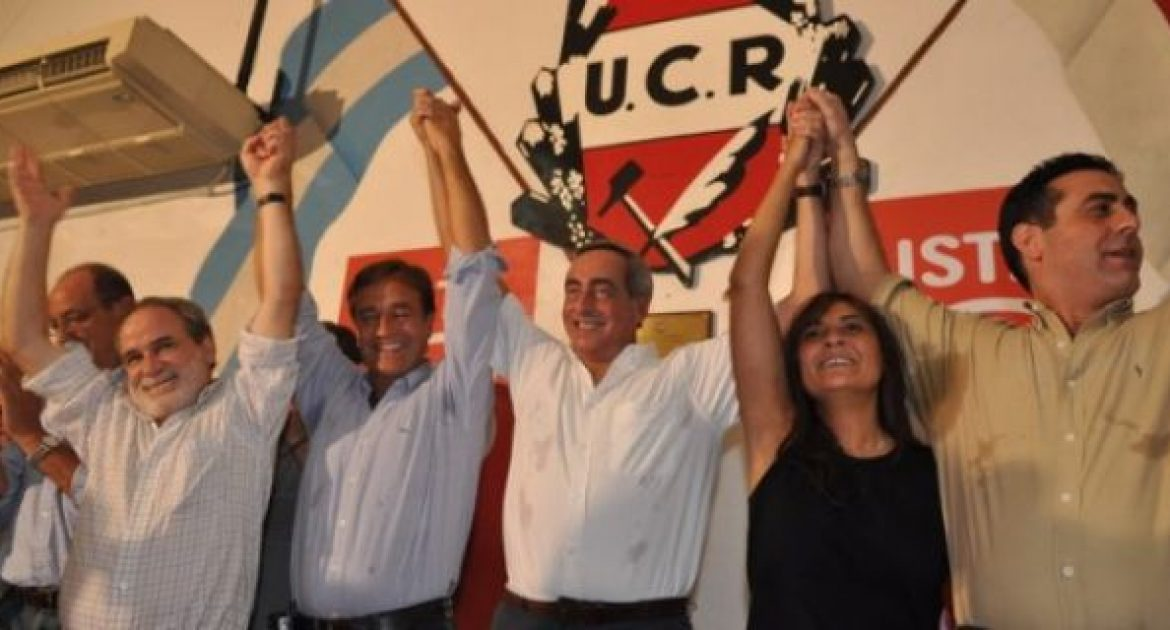
Fayad y algunos compañeros celebran la victoria de la UCR en las elecciones de concejales de 2010.

Durante su intendencia también fue duramente criticado por su estricta política de no permitir a artistas callejeros trabajar en los espacios públicos de la ciudad.
A finales de agosto de 2013 anunció públicamente que padecía un cáncer de mediastino. Ese año el Diario de Mendoza denunció un mensaje mafioso contra un editor que investigaba los casos que involucran a la intendencia de la Ciudad de Mendoza, cuyo titular es el radical Víctor Fayad. "Son casos complejos de prostitución VIP, extorsión a tarjeteros, narcotráfico, y otros negocios donde mafia y política se vinculan". Meses después el fiscal consideró que hay pruebas suficientes para imputarle a Fayad las amenazas agravadas y lo llamó a prestar indagatoria como sospechoso. También fueron llamados como testigos los dos concejales que también habrían sido amenazados por el intendente de la UCR. ha sido descrito como cacique. También se cuestionó que su hijo sea designado en cargos públicos. Las intimidaciones se produjeron junto con llamadas intimidatorias a los ediles -opositores al intendente- como así también al director del medio en línea por la publicación de críticas a su gestión.
En 2013 presidente de la fuerza, Adolfo Innocenti, lo denunció penalmente por no haber rendido los ingresos y egresos de fondos en la campaña de las Primarias Abiertas, Simultáneas y Obligatorias (PASO).
Murió el 7 de agosto de 2014 en el Hospital Italiano de la provincia de Mendoza a causa del cáncer que padecía.